# 假紫万年青
假紫万年青（学名：Belosynapsis ciliata），又名毛叶鸭舌疝，为鸭跖草科假紫万年青属的植物。分布在菲律宾、日本、台湾岛、巴布亚新几内亚、印度尼西亚、印度以及中国大陆的海南、云南、广东、广西、香港等地，生长于海拔500米至2,300米的地区，多生于林中石上，目前尚未由人工引种栽培。

## 异名
- Cyanotis ciliata (Bl.) Bakh. f.
- Cyanotis kawakamii Hayata